# Smogorzów (Opole)
Pour les articles homonymes, voir Smogorzów.
Smogorzów est une localité polonaise de la gmina et du powiat de Namysłów en voïvodie d'Opole.